# Aunjewnjo
Der Aunjewnjo ist ein Fluss auf der indonesischen Insel Damar.
Der Fluss entspringt im Westen der Insel, an den Hängen des Akrewhi und fließt zur Südwestküste, wo der Aunjewnjo in die Bandasee mündet.